# 네이트 존슨 (농구 선수)
네이트 존슨(Nate Johnson, 본명: Nathanel "Nate" Johnson, 1977년 9월 8일 ~ )은 사우디아라비아의 알 알리 제다에서 마지막으로 뛰었던 미국 프로 농구 선수이다. 이전에 레바논 농구 리그의 알 리야디 베이루트와 헤크메(사게세)에서 뛰었다.